# Фриних (комик)
Фриних (др.-греч. Φρύνιχος; 2-я половина V века до н. э. — начало IV века до н. э.) — древнегреческий поэт, драматург, комедиограф.
Сын Евномида, современник Аристофана, пользовавшийся большой славой. Его первая комедия была поставлена в 429 году до нашей эры.
Автор десяти пьес, из которых «Пирующие», «Монотроп» и «Одинокий» (Μονότροπος) была представлена в Великих Дионисиях в 414 году до н. э. вместе с «Птицами» Аристофана и получила третью награду. Из его произведений сохранились лишь небольшие отрывки.
В 405 году до н. э. он вступил в состязание со своей комедией «Музы», заключавшей знаменитый панегирик Софоклу, но уступил первую награду пьесе «Лягушки» Аристофана, заняв второе место, опередив при этом «Клеофонта» Платона).
Аристофан обвинял Фриниха в использовании вульгарных уловок, с целью вызвать смех публики, в плагиате, плохом стихосложении, а также в низкопробной вкусе.
Сохранившиеся 86 фрагментов его работ можно найти у Теодора Кока (Theodor Kock) в «Comicorum atticorum fragmenta» (т. I, Лейпциг, 1880) и Мейнеке (Meinecke)"Fragmenta comicorum Graecorum" (т. III).
- Ephialtes («Эфиальт»)
- Konnos
- Kronos («Кронос»)
- Komastai
- Monotropos
- Mousai
- Mystai
- Poastriai
- Satyroi («Сатиры»)
- Tragodoi